# Инид (Оклахома)
Инид (енгл. Enid) град је у америчкој савезној држави Оклахома.

## Демографија
По попису из 2010. године број становника је 49.379, што је 2.334 (5,0%) становника више него 2000. године.
| Група             | 2000.          | 2010.          |
| Белци             | 40.109 (85,3%) | 38.390 (77,7%) |
| Афроамериканци    | 1.840 (3,9%)   | 1.768 (3,6%)   |
| Азијати           | 472 (1,0%)     | 531 (1,1%)     |
| Хиспаноамериканци | 2.232 (4,7%)   | 5.066 (10,3%)  |
| Укупно            | 47.045         | 49.379         |